# Ga Bang Khen
Ga Bang Khen (tiếng Thái: สถานีบางเขน) là một nhà ga ở Bangkok, nằm trên Tuyến SRT Đỏ Đậm. Mặc dù nhà ga được đặt tên là Bang Khen, nhưng nó không nằm tại quận Bang Khen ngày nay. Nó nằm tại quận Chatuchak do Chatuchak tách ra từ quận Bang Khen từ năm 1989.

## Lịch sử
Bang Khen hoạt động như một nhà ga trên Tuyến Bắc và Đông Bắc từ đầu thập niên 1900. Cấu trúc nhà ga ban đầu đã bị phá hủy vào năm 1990 trong quá trình xây dựng dự án Hopewell BERTS bị thất bại.
Nhà ga mới trên cao mở cửa ngày 2 tháng 8 năm 2021. Nhà ga mặt đất đóng cửa ngày 19 tháng 1 năm 2023 và các chuyến tàu đường dài đã ngừng hoạt động hoàn toàn từ nhà ga.

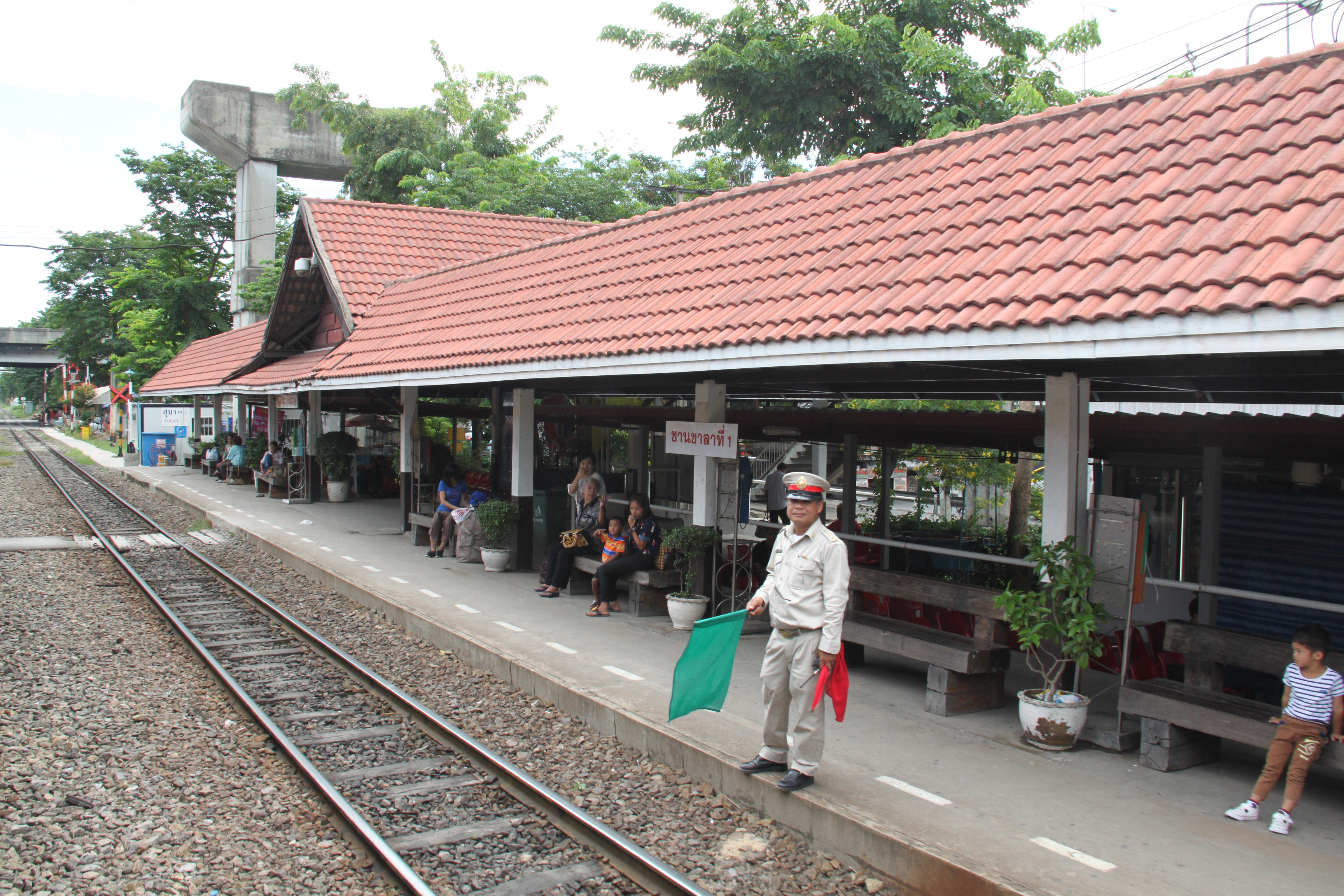
Nhà ga cũ ở tầng trệt, phục vụ Tuyến Bắc và Đông Bắc
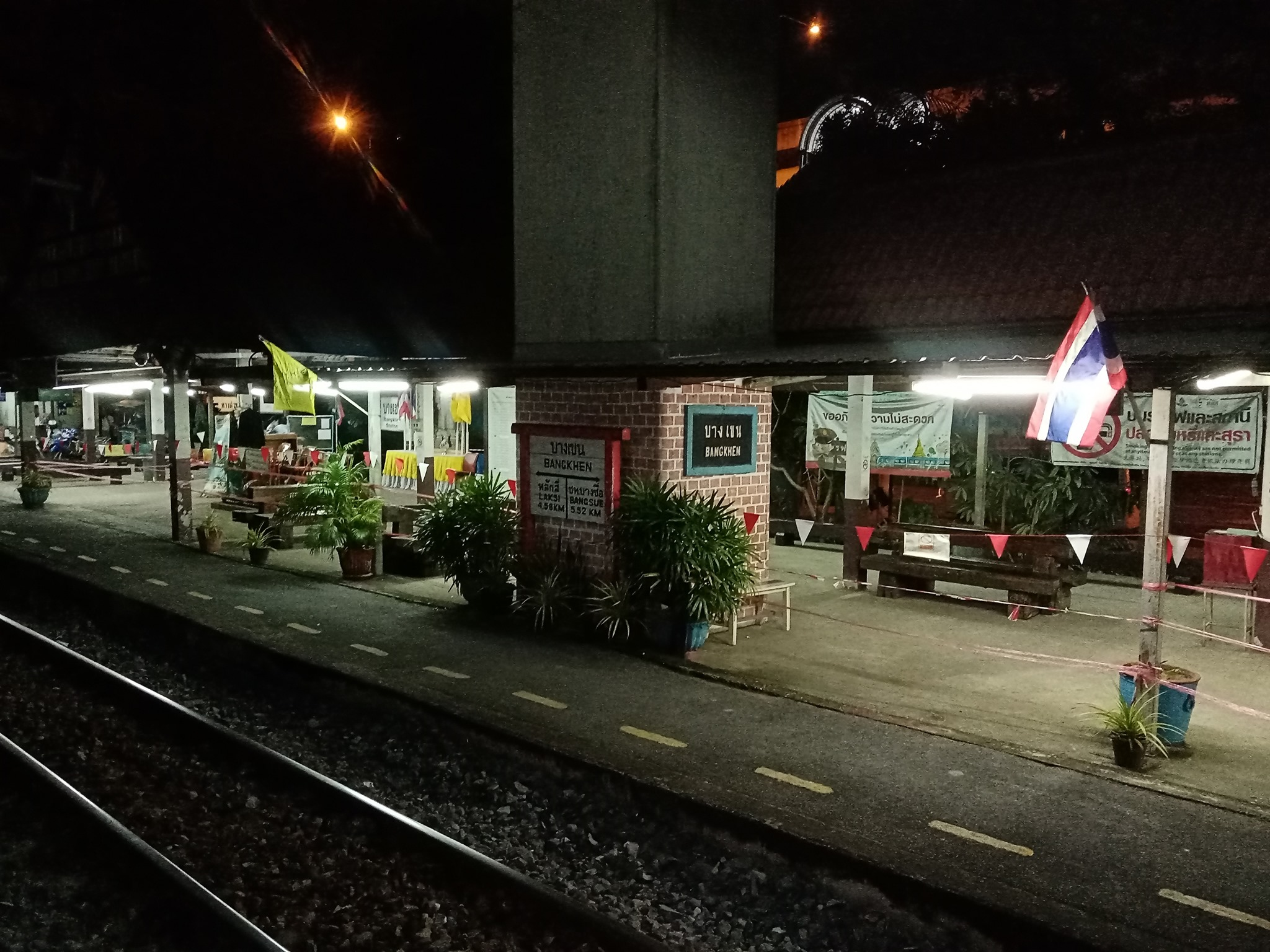
Biển báo của nhà ga cũ

## THam khảo
1. ↑  "ประวัติความเป็นมา" (PDF). oic (bằng tiếng Thái). Bản gốc (PDF) lưu trữ ngày 14 tháng 4 năm 2023. Truy cập ngày 13 tháng 1 năm 2025.
2. ↑  "คู่มือเดินทางด้วยรถไฟชานเมืองสายสีแดง-บอกสถานที่ใกล้สถานีตลอดเส้นทาง". Lưu trữ bản gốc ngày 24 tháng 8 năm 2021.
3. ↑  "คู่มือรถไฟฟ้าสายสีแดง แบบละเอียดยิบ รู้ไว้ใช้บริการไม่มีหลง". Lưu trữ bản gốc ngày 19 tháng 9 năm 2021.
4. ↑  "การรถไฟฯ กำหนดให้วันที่ 19 มกราคม 2566 ปรับเปลี่ยนขบวนรถไฟทางไกล เหนือ ใต้ อีสาน ของขบวนรถด่วนพิเศษ รถด่วน รถเร็ว จำนวน 52 ขบวน".[liên kết hỏng]